# Breitenbach (Solothurn)
Breitenbach és un municipi del cantó de Solothurn (Suïssa), cap del districte de Thierstein.